# Onitis vrydaghi
Onitis vrydaghi är en skalbaggsart som beskrevs av Emile Janssens 1937. Onitis vrydaghi ingår i släktet Onitis och familjen bladhorningar. Inga underarter finns listade i Catalogue of Life.